# Slaveanovo, Haskovo
Slaveanovo (în bulgară Славяново) este un sat în comuna Harmanli, regiunea Haskovo,  Bulgaria. 

## Demografie
Componența etnică a satului Slaveanovo
     Turci (9,57%)
     Bulgari (70,17%)
     Romi (3,14%)
     Nicio identificare (17,09%)
La recensământul din 2011, populația satului Slaveanovo era de 731 locuitori. Din punct de vedere etnic, majoritatea locuitorilor (70,17%) erau bulgari, existând și minorități de turci (9,57%) și romi (3,14%). Pentru 17,09% din locuitori nu este cunoscută apartenența etnică.